# Vijačnica-obrat-vijačnica
Vijačnica-obrat-vijačnica je pri beljakovinah ena od vrst strukturnih motivov. Motiv vijačnica-obrat-vijačnica je dolg približno 20 aminokislinskih ostankov, sestavljen je iz dveh kratkih vijačnic alfa (7-9 aminokislin), povezanih z obratom beta, ki vsebuje glicinski ostanek. Pri prokariontskih regulatornih beljakovinah je to najpogostejša domena, ki se veže na DNK. Ena od vijačnic alfa, vijačnica za prepoznavanje, se lahko veže na DNK tako, da se povsem uleže na veliki žleb.
Najbolj znana regulatorna proteina s tem motivom sta receptor lac in trp.